# فيتيسه آرنهم
نادي فيتيس آرنهم هو نادي كرة قدم هولندي تأسس عام 1892 م ، ملعب الفريق هو ملعب غيلريدوم الذي افتتح عام 1998 م و يتسع لأكثر من 26000 متفرج و هذا الملعب من أبرز ملاعب العالم و من مميزاته أنه ذو سقف مغطى و أرضيته يمكن تحريكها بالكامل إلى خارج محيط الملعب من أجل تعريضها للهواء وأشعة الشمس .

## تاريخ النادي
عندما تولى رئاسة النادي عام 1984 م رجل الأعمال الهولندي كاريل آلبيرز كانت تلك نقطة التحول في النادي فقد حول هذا الرئيس النادي من فريق يلعب بين درجات الدوري الثلاث إلى نادي من أقوى أندية الدرجة الأولى يملك واحداً من أحدث الملاعب في العالم ، و لعب للفريق على مدى التاريخ العديد من اللاعبين البارزين و من هؤلاء المهاجمان الهولنديان روي مكاي وبيير فان هويدونك و لاعب الوسط المالي مامادو ديارا و المهاجم اليوناني نيكوس ماخلاس و لاعب الوسط الهولندي فيليب كوكو .

## معرض صور

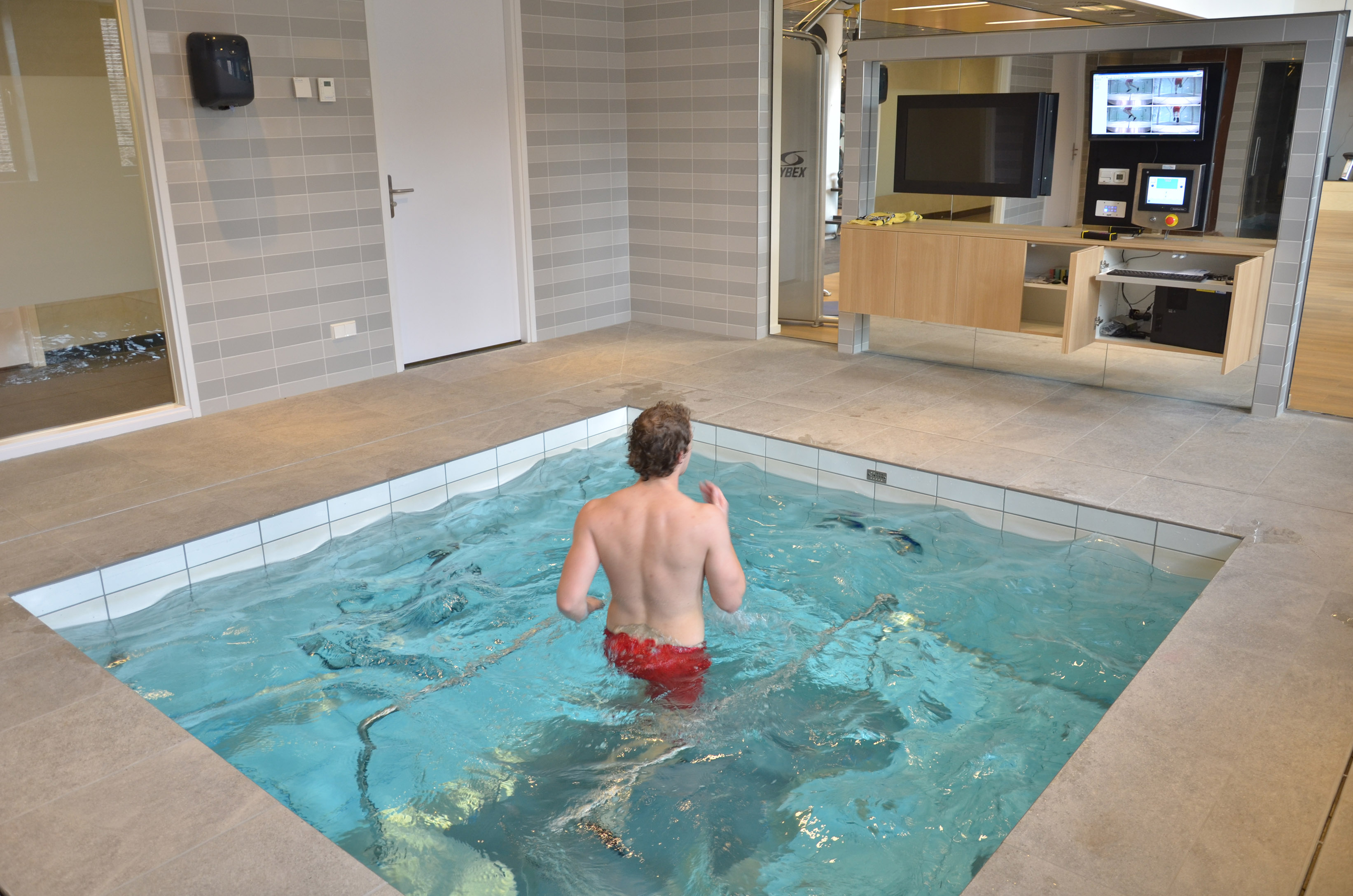
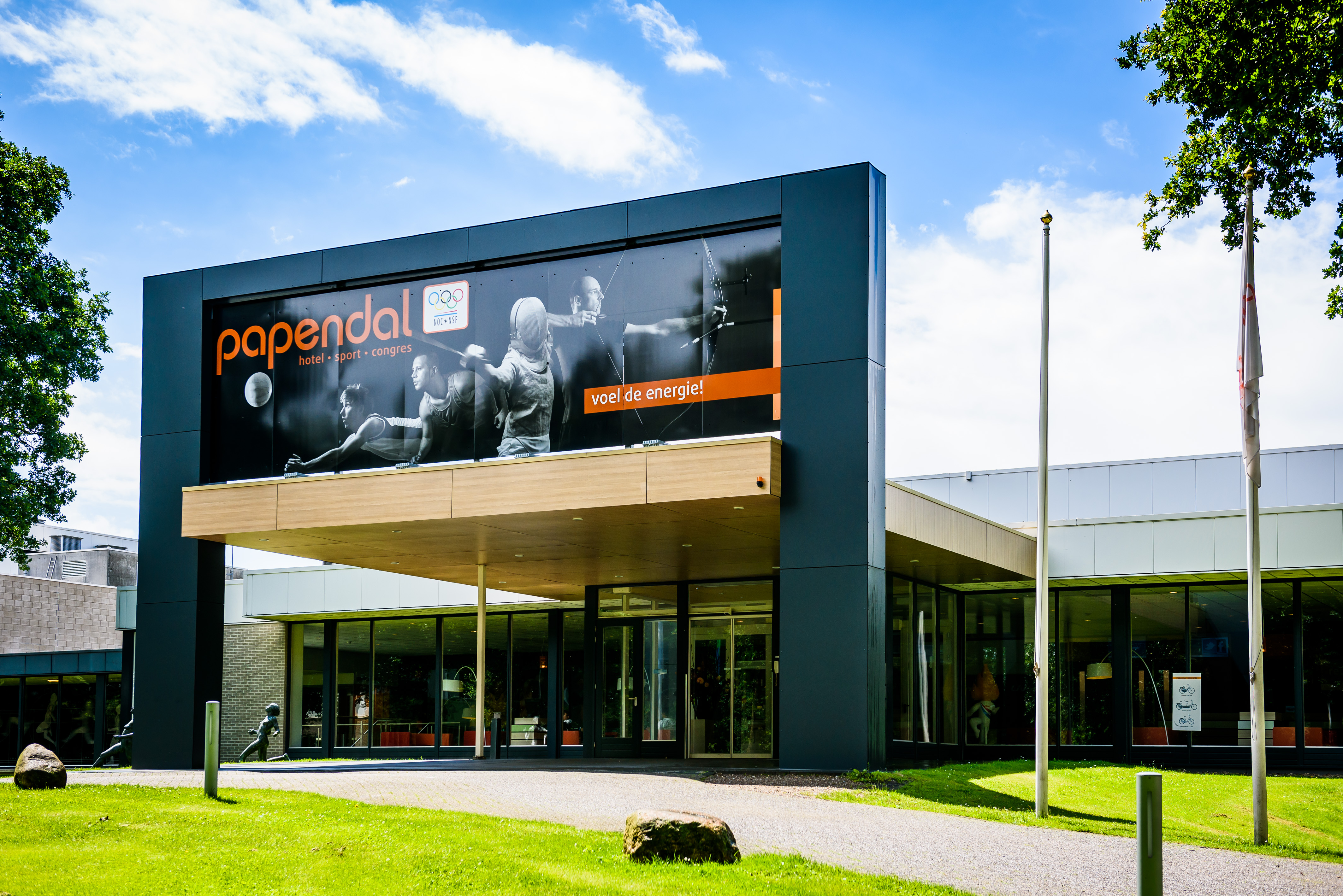
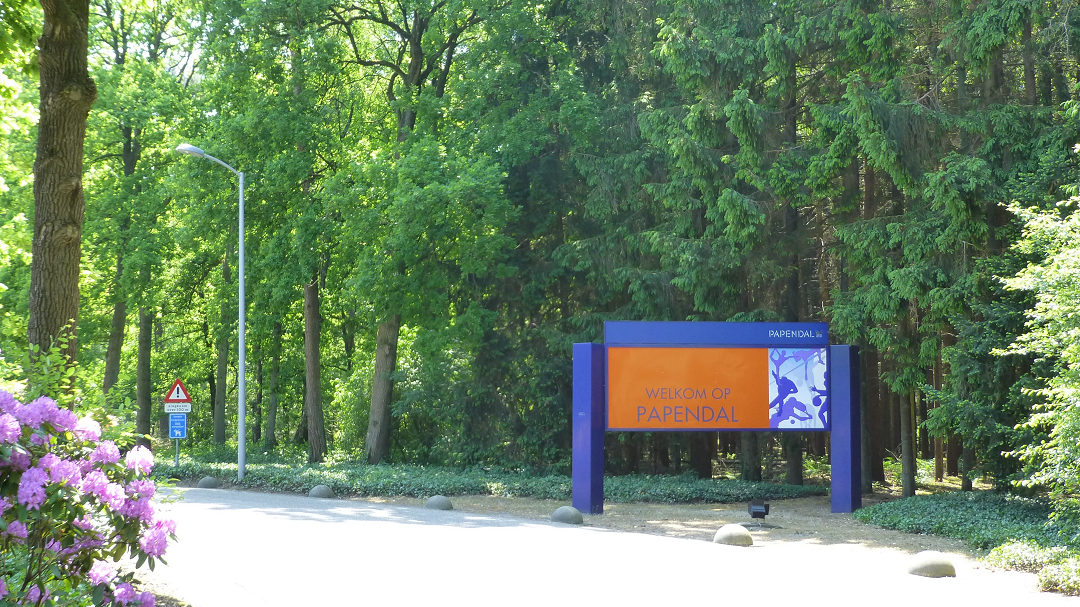
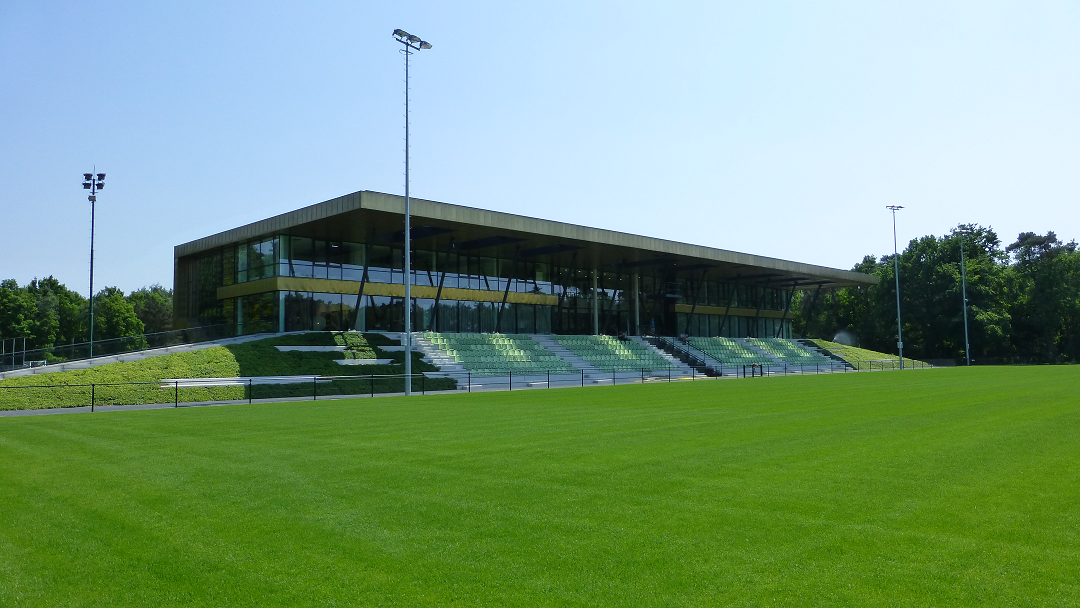
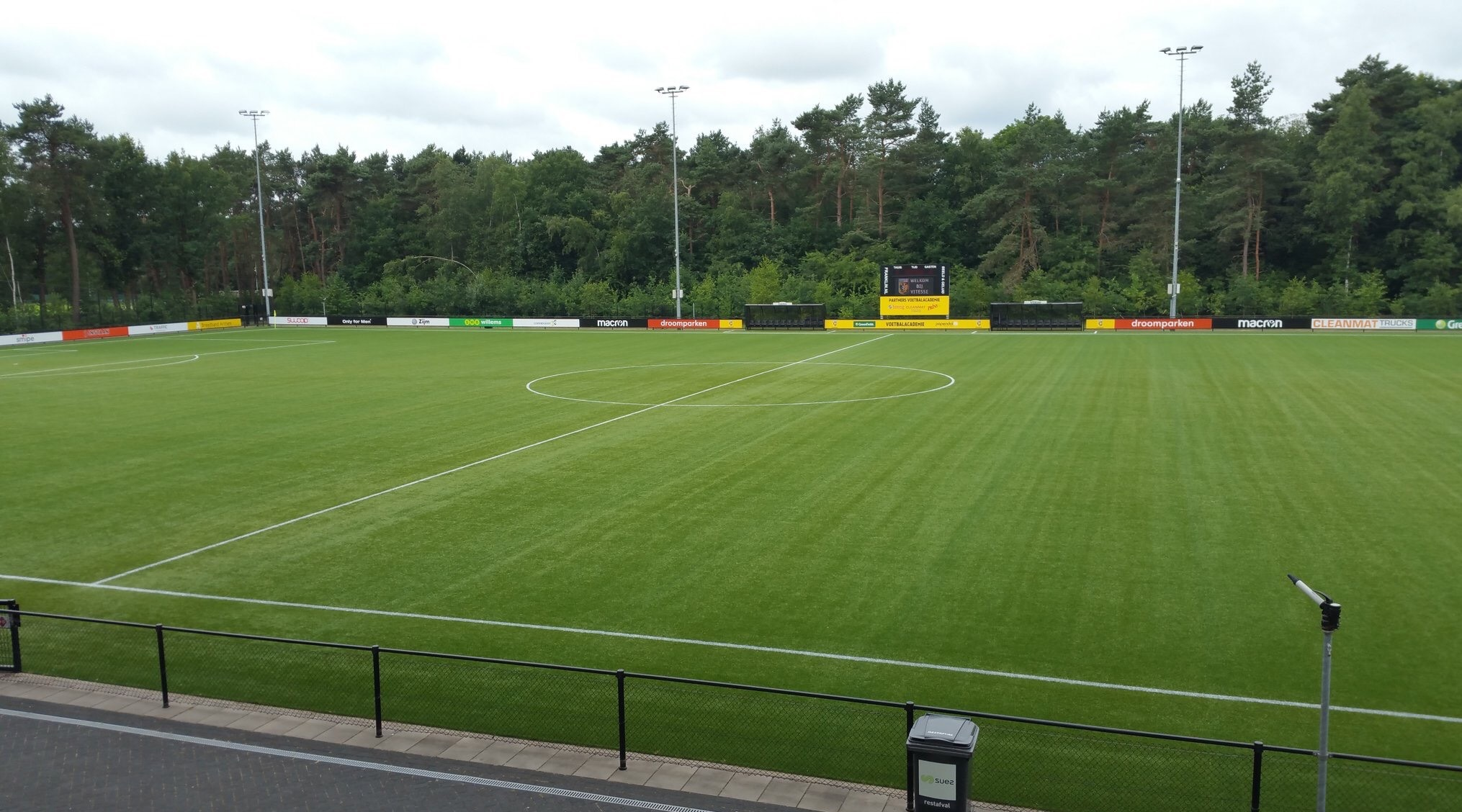